# Shahrestān di Qazvin
Lo shahrestān di Qazvin (farsi شهرستان قزوین) è uno dei 5 shahrestān della provincia di Qazvin, il capoluogo è Qazvin. Lo shahrestān è suddiviso in 5 circoscrizioni (bakhsh): 
- Centrale (بخش مرکزی), con le città di Qazvin, Eqbaliyeh e Mahmudabad Nemuneh.
- Rudbar Alamut (بخش رودبار الموت), con la città di Mo'allem Kalayeh.
- Rudbar shahrestān (بخش رودبار شهرستان)
- Tarum Sofla (بخش طارم سفلی).
- Kuhin (بخش کوهین).